# Archieparquía de Ivano-Frankivsk
La archieparquía de Ivano-Frankivsk (en latín: Archieparchia Stanislaopolitana y en ucraniano: Івано-Франківська архієпархія) es una circunscripción eclesiástica de la Iglesia católica en Ucrania. Se trata de una archieparquía greco-católica ucraniana, sede metropolitana de la provincia eclesiástica de Ivano-Frankivsk. Desde el 2 de junio de 2005 su archieparca es Volodymyr Vijtyšyn.

## Territorio y organización

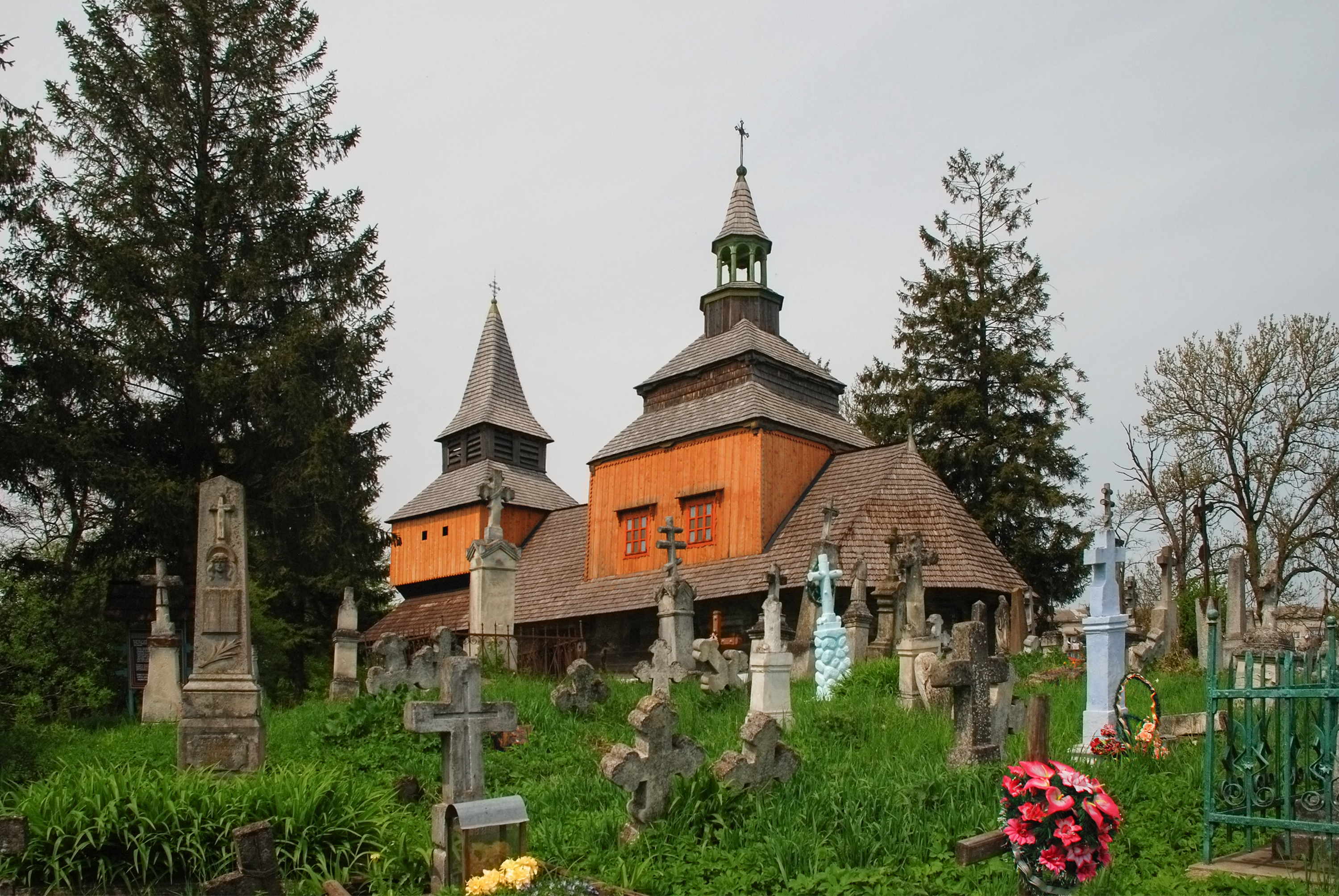
La antigua iglesia del Espíritu Santo, en Rohatyn, reconocida por la UNESCO como Patrimonio de la Humanidad

La archieparquía tiene 6700 km² y extiende su jurisdicción sobre los fieles católicos de bizantino residentes en la óblast de Ivano-Frankivsk en los raiones de Rohatyn, Halych, Tysmenytsia, Kalush, Dolyna, Rozhniativ y Bohorodchany y las ciudades de Boléjiv, Ivano-Frankivsk, Kálush y Burshtýn. La archieparquía se encuentra dentro del territorio propio de la archieparquía mayor de Kiev-Galitzia.
La sede de la archieparquía se encuentra en la ciudad de Ivano-Frankivsk (llamada Stanislaviv hasta 1962), en donde se halla la Catedral de la Resurrección de Cristo. En Krylos se encuentra la antigua catedral de la Dormición de la Santísima Virgen María, que fue la catedral de la eparquía de Hálych y luego la concatedral de la archieparquía de Leópolis de los ucranianos. El arzobispo mayor lleva el antiguo título de Hálych junto con el de Kiev, aunque no tiene jurisdicción sobre los fieles de la región.
La archieparquía tiene como sufragáneas a las eparquías de: Kolomyia y de Chernivtsi.
En 2021 en la archieparquía existían 396 parroquias agrupadas en 20 decanatos.

## Historia
La eparquía de Stanislaviv fue erigida separando 20 decanatos de la archieparquía de Leópolis (de la cual pasó a ser sufragánea) por decreto del emperador Francisco José I de 29 de enero de 1884, lo cual fue confirmado mediante el breve De universo dominico del papa León XIII el 26 de marzo de 1885.
El seminario diocesano dedicado a san Josafat fue creado el 13 de septiembre de 1893 y restablecido el 1 de agosto de 1990.
El 5 de junio de 1930 cedió una porción de su territorio para la erección de la eparquía de Maramureș (en Rumania) mediante la bula Solemni Conventione de papa Pío XI.
En 1939 el obispo Hryhorij Chomyšyn fue arrestado por la NKVD soviética. Fue nuevamente arrestado en abril de 1945 y recluido en la prisión de la policía secreta en Kiev, donde murió el 17 de enero de 1947. El obispo Symeon Lukač, consacrado clandestinamente, fue deportado al gulag de Krasnoyarsk, en Siberia, en donde contrajo tuberculosis. Como consecuencia de la enfermedad, falleció el 22 de agosto de 1964.
El 20 de abril de 1993 cedió una porción de su territorio para la erección de la eparquía de Kolomyia-Chernivtsí (en 2017 separadas).
El 27 de junio de 2001 fueron beatificados los obispos Hryhorij Chomyšyn, Ivan Slezjuk y Symeon Lukač.
El 21 de noviembre de 2011 la eparquía fue elevada al rango de archieparquía metropolitana y asumió el nombre actual en ucraniano e italiano, pero mantuvo su nombre en latín.

## Estadísticas
Según el Anuario Pontificio 2022 la archieparquía tenía a fines de 2021 un total de 566 200 fieles bautizados.
| Año                                                                             | Población            | Población | Población      | Sacerdotes | Sacerdotes    | Sacerdotes    | Bautizados por sacerdote | Diáconos permanentes | Religiosos | Religiosos | Parroquias |
| Año                                                                             | Bautizados católicos | Total     | % de católicos | Total      | Clero secular | Clero regular | Bautizados por sacerdote | Diáconos permanentes | Varones    | Mujeres    | Parroquias |
| ------------------------------------------------------------------------------- | -------------------- | --------- | -------------- | ---------- | ------------- | ------------- | ------------------------ | -------------------- | ---------- | ---------- | ---------- |
| 1943                                                                            | 1 000                | ?         | ?              | 495        | 495           |               | 2020                     |                      |            |            | 445        |
| 1999                                                                            | 615 024              | 920 000   | 66.9           | 339        | 321           | 18            | 1814                     |                      | 28         | 93         | 305        |
| 2000                                                                            | 365 200              | 829 500   | 44.0           | 348        | 329           | 19            | 1049                     |                      | 46         | 99         | 340        |
| 2001                                                                            | 613 385              | 827 500   | 74.1           | 368        | 348           | 20            | 1666                     |                      | 42         | 101        | 340        |
| 2002                                                                            | 612 212              | 825 817   | 74.1           | 390        | 366           | 24            | 1569                     |                      | 44         | 110        | 340        |
| 2003                                                                            | 610 633              | 801 926   | 76.1           | 399        | 376           | 23            | 1530                     |                      | 43         | 97         | 340        |
| 2004                                                                            | 609 098              | 799 879   | 76.1           | 392        | 376           | 16            | 1553                     |                      | 45         | 125        | 360        |
| 2006                                                                            | 607 169              | 795 747   | 76.3           | 444        | 417           | 27            | 1367                     |                      | 64         | 124        | 365        |
| 2009                                                                            | 603 918              | 792 272   | 76.2           | 451        | 419           | 32            | 1339                     |                      | 45         | 122        | 371        |
| 2013                                                                            | 603 808              | 782 375   | 77.2           | 499        | 468           | 31            | 1210                     |                      | 51         | 121        | 385        |
| 2016                                                                            | 574 853              | 765 121   | 75.1           | 402        | 365           | 37            | 1429                     |                      | 63         | 132        | 391        |
| 2019                                                                            | 566 900              | 757 130   | 75.1           | 427        | 388           | 39            | 1327                     |                      | 72         | 140        | 396        |
| 2021                                                                            | 566 200              | 758 000   | 74.7           | 461        | 424           | 37            | 1228                     |                      | 70         | 140        | 396        |
| Fuente: Catholic-Hierarchy, que a su vez toma los datos del Anuario Pontificio. |                      |           |                |            |               |               |                          |                      |            |            |            |

## Episcopologio
- Julian Peleš † (27 de marzo de 1885-22 de septiembre de 1891 nombrado eparca de Przemyśl, Sambor y Sanok)
- Julian Sas-Kuilovskyj † (22 de septiembre de 1891-19 de junio de 1899 nombrado archieparca de Leópolis)
- Andrej Szeptycki, O.S.B.M. † (19 de febrero de 1899-12 de diciembre de 1900 nombrado archieparca de Leópolis)
  - Sede vacante (1900-1904)
- Beato Hryhoryj Chomyšyn † (6 de mayo de 1904-17 de enero de 1947 falleció)
- Beato Ivan Slezjuk † (17 de enero de 1947 por sucesión-2 de diciembre de 1973 falleció)
  - Sede vacante (1973-1991)
- Sofron Dmyterko, O.S.B.M. † (16 de enero de 1991 confirmado-7 de noviembre de 1997 retirado)
- Sofron Stefan Wasyl Mudry, O.S.B.M. † (7 de noviembre de 1997 sucesión-2 de junio de 2005 retirado)
- Volodymyr Vijtyšyn, desde el 2 de junio de 2005